# Papaver clavatum
Papaver clavatum är en vallmoväxtart som beskrevs av Pierre Edmond Boissier och Hausskn.. Papaver clavatum ingår i släktet vallmor, och familjen vallmoväxter. Inga underarter finns listade i Catalogue of Life.